# Mariä Lichtmess (Mosty)
Die römisch-katholische Pfarrkirche Mariä Lichtmess (polnisch Kościół pw. Matki Bożej Gromnicznej) befindet sich mitten im Dorf Mosty (deutsch Speck).

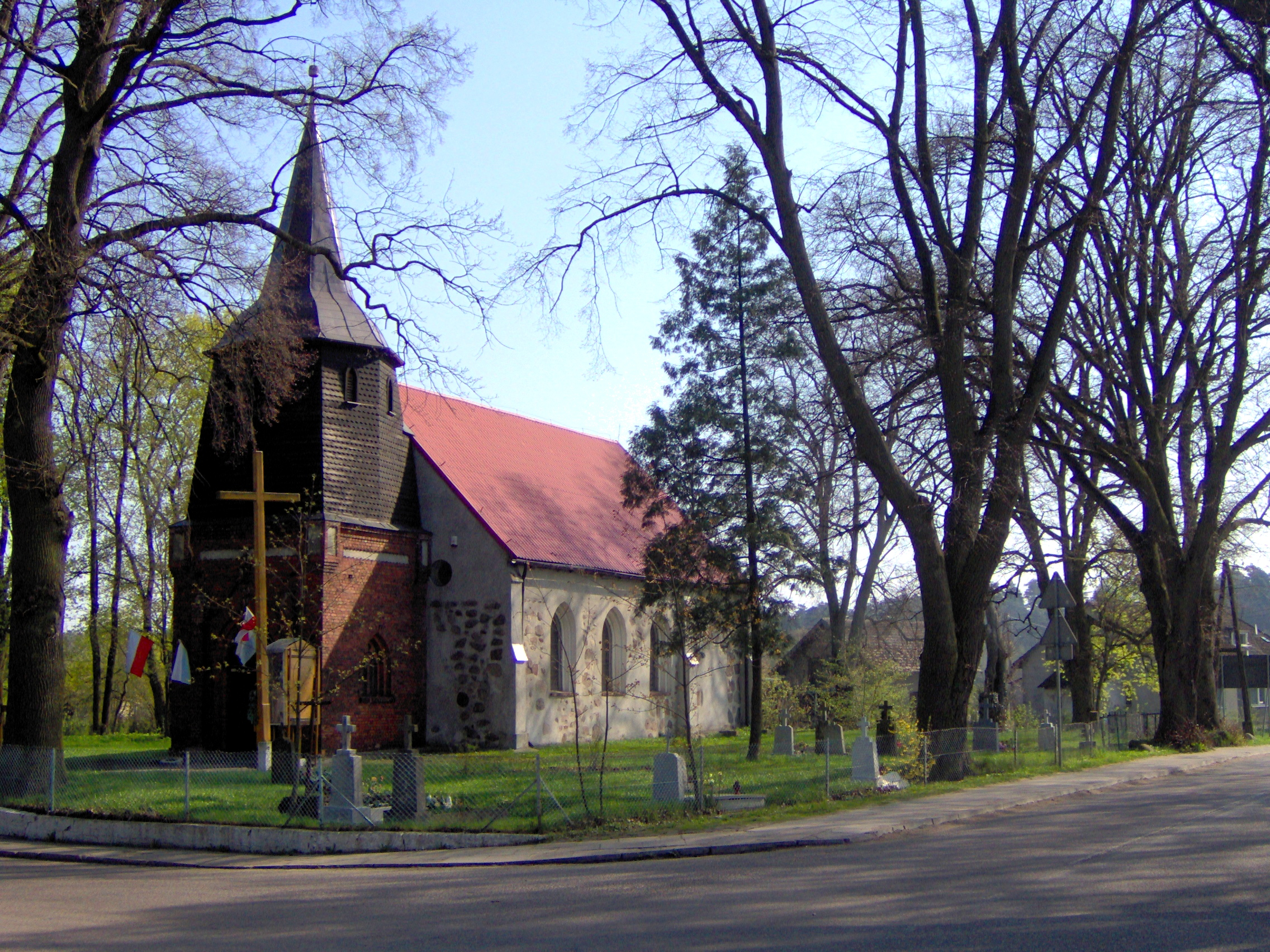
Dorfkirche Speck

## Geschichte
Schon im 15. Jahrhundert existierte in Speck eine spätgotische Feldsteinkirche, die 1721 unter Verwendung der alten Mauern umgebaut wurde. Das Kirchenpatronat übten die jeweiligen Gutsherren aus. Vor 1883 ließ Wilhelm Flügge die Kirche auf eigene Kosten erneut umgestalten. Die Kirche umgibt ein kleiner Friedhof, auf dem die letzten Bestattungen im Jahr 1957 stattfanden. Deutsche Grabsteine sind nicht erhalten. Zum bis 1945 evangelischen Kirchspiel im Kirchenkreis Gollnow der Kirchenprovinz Pommern gehörten neben Speck auch Burow, Großenhagen, Jakobsdorf, Lüttkenhagen sowie und die 1905 nach Speck eingemeindeten Gemeinden Birkenwerder und Immenthal.

## Bauwerk
Apsis, Vorhalle aus Backstein und Turm stammen aus dem 18. Jahrhundert, der fünfseitig geschlossene Choranbau aus Backstein mit neogotischen Fenstern und die Sakristei an der Nordseite stammen aus dem 19. Jahrhundert. Damals wurde auch das quadratische Untergeschoss des Turms wurde mit Backstein verkleidet. Der Turm hat ein neugotisches Westportal.
Die drei spitzbogigen Chorfenster zeigen neogotische Glasmalerei des 19. Jahrhunderts: In der Mitte ist der Segnende Christus dargestellt, links von ihm der Hl. Petrus und rechts der Hl. Paulus. Entlang der Nord- und der Westwand sind neogotische, hölzerne Emporen eingezogen. Auf der Westempore befindet sich die Orgel, die 1883 von der Firma Grüneberg aus Stettin angefertigt wurde.
Bemerkenswerte Ausstattungsgegenstände sind zwei Taufbecken aus rotem Granit, die heute vor dem Haupteingang stehen, und ein hölzernes Kruzifix in der Turmvorhalle. Die barocke Kanzel wurde 1997 abmontiert, jedoch in Einzelteilen aufbewahrt. Zu den modernen Ausstattungsgegenständen gehören das hölzerne Taufbecken an der Südwand des Schiffs, eine Figur der Muttergottes von Fatima auf dem Tabernakel und auf der Ostwand ein Triptychon mit der Muttergottes von Tschenstochau, der Königin Polens. Erhalten ist auch eine der beiden Kirchenglocken, die Hugo Lemcke 1910 beschrieb.